# Yum! Brands, Inc.
Yum! Brands, Inc. este o companie de restaurante din Statele Unite, care operează celebrele branduri Taco Bell,Pizza Hut și KFC.